# Algar
Algar là một đô thị trong tỉnh Cádiz, Tây Ban Nha. Theo điều tra dân số 2005 đô thị này có dân số là 1644 người.

## Dân số
| 1999  | 2000  | 2001  | 2002  | 2003  | 2004  | 2005  |
| ----- | ----- | ----- | ----- | ----- | ----- | ----- |
| 1.803 | 1.778 | 1.755 | 1.714 | 1.640 | 1.643 | 1.644 |

Source: INE (Tây Ban Nha)